# Trebula Balliensis
Den här artikeln handlar om staden Trebula Balliensis, för andra orter med namnet Trebula, se Trebula.
Trebula Balliensis, ibland även Trebula Baliensis eller bara Trebula (på grekiska Τρήβουλα), var en forntida stad i Kampanien, Italien, på den plats där idag byn Treglia (kommunen Pontelatone,  provinsen  Caserta, Kampanien) ligger. 
Tre olika orter (de andra två var sabinska orter) kallades i antiken Trebula, men den caudiska Trebula Balliensis var förmodligen den viktigaste av de tre. 
Marken kring Trebula beskrivs som mycket bördig och Servilius Rullus föreslog, enligt Cicero, att marken skulle omfördelas och ges till fattiga romerska medborgare. 
Orten nämns första gången 303 f.Kr.  Vi vet också genom Livius att Trebula, tillsammans med städerna Compulteria och Saticula, ställde sig på Hannibals sida men återerövrades 215 f.Kr. Orten var en municipium och fick ta emot nybyggare under Augustus men fick inte status som koloni.